# Pilia (Atticus' echtgenote)
Pilia was de echtgenote van Titus Pomponius Atticus, een vriend van Cicero.
Er is zeer weinig bekend over waar ze vandaan komt en hoe ze heeft geleefd. De Marcus Pilius, van wie wordt gezegd dat hij rond 45 v.Chr. een landgoed aan Gaius Albanius heeft verkocht (Cic., ad Att. XIII 31.), wordt door sommigen gezien als haar vader, maar dit is onzeker. Quintus Pilius, die in 54 v.Chr. naar Julius Caesar in Gallië ging (ad Att. IV 17.), was haar broer en niet van Quintus Caecilius Metellus Celer, zoals sommige commentatoren hebben gezegd, omdat deze laatste al in 59 v.Chr. kwam te overlijden. Met uitzondering van deze twee Pilii, waren er geen andere personen met dezelfde naam.
Pilia trouwde op 12 februari 56 v.Chr. met Atticus (Cic., ad Q. Fr. II 3 § 7.). In de zomer van het volgende jaar, schonk ze haar echtgenoot een dochter, Caecilia Attica (ad Att. V 19, VI 1 § 22.), later gehuwd met Marcus Vipsanius Agrippa. Dit schijnt hun enige kind te zijn geweest. Cicero spreekt in zijn brieven aan Atticus vaak over Pilia en uit de manier waarop hij over haar spreekt, lijkt het dat het een gelukkig huwelijk was en dat Atticus zeer aan haar was gehecht. Uit haar regelmatige onpasselijkheden, waar Cicero op zinspeelt, blijkt het dat haar gezondheid niet goed was.
Ze wordt daarentegen niet vermeld door Cornelius Nepos in diens biografie van Atticus (Cic., ad Att. IV 16, 46, V 11, VII 5, XVI 7.).